# Fastigiella
Fastigiella es un género de foraminífero bentónico considerado homónimo posterior de Fastigiella Reeve, 1848, y sustituido por Pannellaina de la superfamilia Discorboidea, del suborden Rotaliina y del orden Rotaliida. Su especie tipo era Discorbis byramensis. Su rango cronoestratigráfico abarcaba el Holoceno.

## Clasificación
Fastigiella incluía a las siguientes especies:
- Fastigiella byramensis, aceptada como Pannellaina byramensis
- Fastigiella distincta †, de posición genérica incierta
- Fastigiella limbata †, de posición genérica incierta